# Shelly Miscavige
Michele Diane Miscavige (Dallas, Texas; 18 de enero de 1961), más conocida como Shelly Miscavige, era la esposa del líder de la Iglesia de la Cienciología, David Miscavige, que desapareció en agosto de 2007. En 2018 se notificó que vivía apartada del foco mediático, sin darse muchos detalles de su vida.

## Carrera en la Cienciología
Miscavige era miembro de la Organización del Mar, una organización no incorporada a la Cienciología, pero responsable de su departamento internacional así como de sus entidades afiliadas. Desde los 12 años, fue miembro de la Commodore's Messenger Organization (CMO), el grupo interno de la Organización del Mar que estaba dirigido por L. Ron Hubbard, fundador de la Dianética y la Cienciología. Fue descrita como "tranquila, pequeña y más joven que la mayoría de los otros Mensajeros en ese momento y un poco eclipsada por las chicas mayores". Jim Dincalci, una de sus compañeras, dijo que era "una chica dulce e inocente arrojada al caos". A los de 21 años, en diciembre de 1982, se casó con un miembro de la OCM, David Miscavige, de 22 años.
Posteriormente se unió al grupo de su esposo, en el Centro de Tecnología Religiosa de la Cienciología. Según el autor Lawrence Wright, ella estuvo muy involucrada en el enlace de la Iglesia con su miembro de más alto perfil, Tom Cruise. Cuando Cruise comenzó una relación de tres años con Penélope Cruz, Miscavige supervisó la auditoría del actor y le ayudó a través del programa de Resumen de Purificación de la Iglesia.
Después del final de la relación entre Cruise y Cruz, se informó que Miscavige dirigió un programa de la Iglesia para encontrar una nueva novia para Tom Cruise. Se entrevistó a alrededor de un centenar de actrices jóvenes y cienciólogas, aunque no se les dijo por qué. Una actriz llamada Nazanin Boniadi, de ascendencia iraní, fue presentada a Cruise y salió con él durante unos meses antes de que rompiera la relación en enero de 2005. La búsqueda se reanudó, con más actrices invitadas a audicionar por lo que pensaban que era un papel para alguna película en la que compartirían plantel con Cruise. Así se llegó finalmente a dar con Katie Holmes, quien finalmente se casaría con Cruise, con el que tendría una hija en 2006. Su abogado niega que ningún ejecutivo de la Cienciología le acosara con novias. Posteriormente, Miscavige supervisó un proyecto para utilizar miembros y contratistas de la secta para renovar la mansión de nueve habitaciones de Cruise en Beverly Hills.
En 2006, el esposo de Miscavige, el líder de la Iglesia David Miscavige, abandonó la base internacional de la Cienciología. Al regreso de su esposo, se dijo que Miscavige había "cambiado visiblemente" su estado de ánimo y "parecía intimidada". Mike Rinder, entonces portavoz principal de la Cienciología, dijo que ella le preguntó si su esposo todavía llevaba puesto su anillo de bodas. Poco después, en junio de 2006, ya no apareció en más actos, desapareciendo de la escena pública en agosto de 2007.
Se han presentado informes de personas desaparecidas ante el Departamento de Policía de Los Ángeles sobre Miscavige. Se han presentado al menos dos de esos informes; Lawrence Wright informó de uno, aunque no publicó quién lo había presentado, mientras que el otro lo realizó una colaboradora cercana de Miscavige en la Iglesia y que fue amiga personal, la actriz Leah Remini. El detective Gus Villanueva, en respuesta al informe de la persona desaparecida, dijo: "La policía de Los Ángeles ha clasificado el informe como infundado, lo que indica que Shelly no está desaparecida". En agosto de 2013, el Departamento de Policía de Los Ángeles confirmó su ubicación y habló con Miscavige luego de un informe de personas desaparecidas presentado por Remini. Remini, que solía ser miembro de la Iglesia de la Cienciología, cuestionó su ausencia en la boda de Tom Cruise y Katie Holmes. Remini cuestionó aún más el paradero de Shelly Miscavige en su programa producido para la red A&E, Leah Remini: Scientology y las secuelas en diciembre de 2018, cinco años después de que los detectives cerraron su caso de personas desaparecidas, diciendo que se habían reunido con ella en persona. La Iglesia de Cienciología respondió al anuncio del episodio en una carta atacando personalmente a Remini, a quien la acusaban de ser una persona que iba en contra de todos los valores de la cienciología. "Los actos en público de Remini son abusivos. Está desquiciada".
La Iglesia de la Cienciología rechazó hacer más comentarios sobre el paradero de Miscavige. En julio de 2012, en respuesta a informes de prensa que especulaban sobre el paradero de Miscavige, dos periódicos del Reino Unido fueron informados por abogados que indicaban que representaban a Miscavige y "que ella no está desaparecida, sino que dedica su tiempo al trabajo de la Iglesia de la Cienciología". En diciembre de 2018, un abogado que representa a la Iglesia de la Cienciología le dijo a The Daily Beast que Miscavige es un miembro dedicado de Sea Org que "vive una vida privada" y que su compañero se había reunido personalmente con ella.
Los exmiembros de la Organización del Mar han dicho creer que Miscavige está detenida contra su voluntad en el complejo de la corporación de la Iglesia de Tecnología Espiritual de la Cienciología que está ubicado cerca de la ciudad montañosa de Running Springs, en el condado de San Bernardino (California).